# Bolts y Blip
Bolts y Blip es una serie animada de televisión de Canadá y Corea del Sur, que se estrenó en 2010 en el canal canadiense Teletoon. Bolts y Blip se estrenó a The CW en el bloque Vortexx el 13 de julio de 2013 a las 8:30 de la mañana y era el único canal que transmitía la serie en Estados Unidos desde que 3net lanzó el último capítulo el 12 de agosto de 2014.

## Trama
Bolts y Blip es una serie cómica de aventura y acción establecida en la Luna en 2080. Bolts y Blip son dos compañeros robots que accidentalmente se encuentran a sí mismos como miembros del último equipo de la Liga Lunar llamado los Thunderbolts. Con la ayuda de sus compañeros de equipo, estos dos amigos descubren de lo que son capaces en este circuito deportivo intergaláctico.

## Personajes
- Blip (voz de Matt Murray): Es el protagonista y uno de los personajes principales. Blip es un Civi-Bot torpe que trata de estar dentro de las normas sociales, pero le cuesta adaptarse. Él es el mejor amigo y compañero de piso del excéntrico Bolts, y con frecuencia debe arrastrar su amigo impulsivo fuera de problemas. Él es el más maduro y sensato del dúo. Él, junto con Bolts se redactaron accidentalmente en el equipo de la Liga Lunar, los Thunderbolts. Él tiene sentimientos amorosos por Saedee, que pasa la mayor parte de la serie sin hacer caso a sus muestras de afecto, mientras que de vez en cuando deja escapar posibles sentimientos mutuos, antes de revelar que en el final de temporada ella también ama Blip. En el último momento de la serie, el Dr. Tommy revela que él es su arma secreta y tiene latentes poderes, a los que él llama su "Supermodo"; en este estado es más alto, más fuerte, más rápido y puede volar. Él tiene un robot ratón mascota llamado Squeaker, que antes de someterse a entrenamiento era muy violento y atacaba a todos, tras eso sólo ataca a Bolts. Su Cumpleaños es el 7 de febrero.

- Bolts (voz de Terry McGurrin): Es el segundo protagonista y uno de los personajes principales. Bolts es inmaduro, impulsivo y tiene un talento para meterse en problemas; incluyendo un momento en el que se puso bajo la enorme deuda a un robot líder de la mafia Vinney, después de perder una apuesta en un partido de lucha. Es el bromista del equipo y a menudo hace que el entrenador se vuelva loco. Entró una vez en un torneo secreto (e ilegal) de lucha libre bajo el nombre Boltar de Fuego (un juego de Bola de Fuego), y ha seguido utilizando el nombre Boltar como su nombre de usuario. Al igual que Blip que se revela que tiene poderes latentes, donde sus ojos se vuelven de color rojo y gana fuerza monstruosa, al que llama "Malvado Bolts". Su Cumpleaños es el 29 de octubre.

- Saedee (voz de Stacey DePass): La hermosa heroína Saedee, que es la capitán de los Thunderbolts, es un modelo prototipo de su línea de producción, y como resultado tiene la costumbre de mal funcionamiento, por lo general, que dé patadas o se caiga. Sabe que Blip siente amor por ella y sus sentimiento son mutuos, pero trata de ocultarlo, por lo que hace creer que está enamorada de Tigrr Jaxxon. Su Cumpleaños es el 16 de diciembre.

- Coach Gridiron (voz de Patrick Garrow): Es el entrenador de los Thunderbolts. Entrena duramente a todos los robots de su equipo como intento de poder llegar a ser uno de los mejores equipos de la Liga Lunar. A pesar de su actitud regañona, molesta y de enfado, ha llegado a demostrar que tiene un lado compasivo y que puede entender las cosas. Su cabeza suele estallar cuando se encuentra enfadado o harto de cualquier tontería (casi siempre de Bolts).

- Tigrr Jaxxon (voz de Glenn Coulson): Es el jugador estrella de la Liga Lunar. Él se encuentra en el equipo de "Las Estrellas", que, para nada sorprendente, es el primer lugar en la Liga. Es muy arrogante y presumido, pero a lo largo de la serie se demuestra que no es muy brillante y que es un cobarde. Su nombre es una referencia a Tiger Jackson. Su Cumpleaños es el 18 de agosto.

- Dr. Blood (voz de Colin Fox): Es el principal antagonista de la serie. Él es un científico humano malvado que era el mejor amigo del creador de Blip y casi todos los robots de la Luna, el Dr. Tommy. Él creó los Blood-Bots, que son todos idénticos y que solamente emplean la violencia. Además, creó el primer Imperio Oscuro Galáctico.
- 2 temporada
- Oliguau (voz de Nathan Arenas): Será el tercer protagonista de la serie.Es un perro parlante chihuahua muy amable,atento,haría cualquier cosa por sus amigos y es inteligente y alegre.De tamaño es como Blip y tiene 10 años. Su Cumpleaños es el 4 de abril. Ropa: pantalón largo y dos camisetas.
- Olivia (voz del personaje del asombroso mundo de gumball anais temporada 3,4 y 5): Es la amiga de Oliguau y tiene la misma edad,tamaño,personalidad y también es una perrita parlante chihuahua. Su Cumpleaños es el 2 de mayo. Ropa: camiseta larga con una falda.

## Episodios
| Temporadas | Temporadas | Episodios | Fecha original de estreno                                                            | Fecha original de estreno                                                             |
| Temporadas | Temporadas | Episodios | Estreno                                                                              | Final                                                                                 |
| ---------- | ---------- | --------- | ------------------------------------------------------------------------------------ | ------------------------------------------------------------------------------------- |
|            | 1          | 26        | 28 de junio de 2010 (Canadá) 4 de febrero de 2013 (España) 13 de julio de 2013 (USA) | 25 de diciembre de 2011 (Canadá) 1 de marzo de 2013 (España) 8 de marzo de 2014 (USA) |